# Meservey, Iowa
Meservey là một thành phố thuộc quận Cerro Gordo, tiểu bang Iowa, Hoa Kỳ. Năm 2010, dân số của thành phố này là 256 người.

## Dân số
Dân số qua các năm:
- Năm 2000: 252 người.
- Năm 2010: 256 người.